# La Laja, Cosamaloapan de Carpio
La Laja är en ort i Mexiko.   Den ligger i kommunen Cosamaloapan de Carpio och delstaten Veracruz, i den sydöstra delen av landet, 400 km öster om huvudstaden Mexico City. La Laja ligger 9 meter över havet och antalet invånare är 191.
Terrängen runt La Laja är mycket platt. Runt La Laja är det ganska tätbefolkat, med 75 invånare per kvadratkilometer. Närmaste större samhälle är Cosamaloapan de Carpio, 18,0 km öster om La Laja. Trakten runt La Laja består till största delen av jordbruksmark.